# Еполетний мат
|   | a                                                                                   | b                                                                                   | c                                                                                   | d                                                                                   | e                                                                                   | f                                                                                   | g                                                                                   | h                                                                                   |   |
| 8 | d8 чорна тура · e8 чорний король · f8 чорна тура · e6 білий ферзь · g1 білий король | d8 чорна тура · e8 чорний король · f8 чорна тура · e6 білий ферзь · g1 білий король | d8 чорна тура · e8 чорний король · f8 чорна тура · e6 білий ферзь · g1 білий король | d8 чорна тура · e8 чорний король · f8 чорна тура · e6 білий ферзь · g1 білий король | d8 чорна тура · e8 чорний король · f8 чорна тура · e6 білий ферзь · g1 білий король | d8 чорна тура · e8 чорний король · f8 чорна тура · e6 білий ферзь · g1 білий король | d8 чорна тура · e8 чорний король · f8 чорна тура · e6 білий ферзь · g1 білий король | d8 чорна тура · e8 чорний король · f8 чорна тура · e6 білий ферзь · g1 білий король | 8 |
| 7 | d8 чорна тура · e8 чорний король · f8 чорна тура · e6 білий ферзь · g1 білий король | d8 чорна тура · e8 чорний король · f8 чорна тура · e6 білий ферзь · g1 білий король | d8 чорна тура · e8 чорний король · f8 чорна тура · e6 білий ферзь · g1 білий король | d8 чорна тура · e8 чорний король · f8 чорна тура · e6 білий ферзь · g1 білий король | d8 чорна тура · e8 чорний король · f8 чорна тура · e6 білий ферзь · g1 білий король | d8 чорна тура · e8 чорний король · f8 чорна тура · e6 білий ферзь · g1 білий король | d8 чорна тура · e8 чорний король · f8 чорна тура · e6 білий ферзь · g1 білий король | d8 чорна тура · e8 чорний король · f8 чорна тура · e6 білий ферзь · g1 білий король | 7 |
| 6 | d8 чорна тура · e8 чорний король · f8 чорна тура · e6 білий ферзь · g1 білий король | d8 чорна тура · e8 чорний король · f8 чорна тура · e6 білий ферзь · g1 білий король | d8 чорна тура · e8 чорний король · f8 чорна тура · e6 білий ферзь · g1 білий король | d8 чорна тура · e8 чорний король · f8 чорна тура · e6 білий ферзь · g1 білий король | d8 чорна тура · e8 чорний король · f8 чорна тура · e6 білий ферзь · g1 білий король | d8 чорна тура · e8 чорний король · f8 чорна тура · e6 білий ферзь · g1 білий король | d8 чорна тура · e8 чорний король · f8 чорна тура · e6 білий ферзь · g1 білий король | d8 чорна тура · e8 чорний король · f8 чорна тура · e6 білий ферзь · g1 білий король | 6 |
| 5 | d8 чорна тура · e8 чорний король · f8 чорна тура · e6 білий ферзь · g1 білий король | d8 чорна тура · e8 чорний король · f8 чорна тура · e6 білий ферзь · g1 білий король | d8 чорна тура · e8 чорний король · f8 чорна тура · e6 білий ферзь · g1 білий король | d8 чорна тура · e8 чорний король · f8 чорна тура · e6 білий ферзь · g1 білий король | d8 чорна тура · e8 чорний король · f8 чорна тура · e6 білий ферзь · g1 білий король | d8 чорна тура · e8 чорний король · f8 чорна тура · e6 білий ферзь · g1 білий король | d8 чорна тура · e8 чорний король · f8 чорна тура · e6 білий ферзь · g1 білий король | d8 чорна тура · e8 чорний король · f8 чорна тура · e6 білий ферзь · g1 білий король | 5 |
| 4 | d8 чорна тура · e8 чорний король · f8 чорна тура · e6 білий ферзь · g1 білий король | d8 чорна тура · e8 чорний король · f8 чорна тура · e6 білий ферзь · g1 білий король | d8 чорна тура · e8 чорний король · f8 чорна тура · e6 білий ферзь · g1 білий король | d8 чорна тура · e8 чорний король · f8 чорна тура · e6 білий ферзь · g1 білий король | d8 чорна тура · e8 чорний король · f8 чорна тура · e6 білий ферзь · g1 білий король | d8 чорна тура · e8 чорний король · f8 чорна тура · e6 білий ферзь · g1 білий король | d8 чорна тура · e8 чорний король · f8 чорна тура · e6 білий ферзь · g1 білий король | d8 чорна тура · e8 чорний король · f8 чорна тура · e6 білий ферзь · g1 білий король | 4 |
| 3 | d8 чорна тура · e8 чорний король · f8 чорна тура · e6 білий ферзь · g1 білий король | d8 чорна тура · e8 чорний король · f8 чорна тура · e6 білий ферзь · g1 білий король | d8 чорна тура · e8 чорний король · f8 чорна тура · e6 білий ферзь · g1 білий король | d8 чорна тура · e8 чорний король · f8 чорна тура · e6 білий ферзь · g1 білий король | d8 чорна тура · e8 чорний король · f8 чорна тура · e6 білий ферзь · g1 білий король | d8 чорна тура · e8 чорний король · f8 чорна тура · e6 білий ферзь · g1 білий король | d8 чорна тура · e8 чорний король · f8 чорна тура · e6 білий ферзь · g1 білий король | d8 чорна тура · e8 чорний король · f8 чорна тура · e6 білий ферзь · g1 білий король | 3 |
| 2 | d8 чорна тура · e8 чорний король · f8 чорна тура · e6 білий ферзь · g1 білий король | d8 чорна тура · e8 чорний король · f8 чорна тура · e6 білий ферзь · g1 білий король | d8 чорна тура · e8 чорний король · f8 чорна тура · e6 білий ферзь · g1 білий король | d8 чорна тура · e8 чорний король · f8 чорна тура · e6 білий ферзь · g1 білий король | d8 чорна тура · e8 чорний король · f8 чорна тура · e6 білий ферзь · g1 білий король | d8 чорна тура · e8 чорний король · f8 чорна тура · e6 білий ферзь · g1 білий король | d8 чорна тура · e8 чорний король · f8 чорна тура · e6 білий ферзь · g1 білий король | d8 чорна тура · e8 чорний король · f8 чорна тура · e6 білий ферзь · g1 білий король | 2 |
| 1 | d8 чорна тура · e8 чорний король · f8 чорна тура · e6 білий ферзь · g1 білий король | d8 чорна тура · e8 чорний король · f8 чорна тура · e6 білий ферзь · g1 білий король | d8 чорна тура · e8 чорний король · f8 чорна тура · e6 білий ферзь · g1 білий король | d8 чорна тура · e8 чорний король · f8 чорна тура · e6 білий ферзь · g1 білий король | d8 чорна тура · e8 чорний король · f8 чорна тура · e6 білий ферзь · g1 білий король | d8 чорна тура · e8 чорний король · f8 чорна тура · e6 білий ферзь · g1 білий король | d8 чорна тура · e8 чорний король · f8 чорна тура · e6 білий ферзь · g1 білий король | d8 чорна тура · e8 чорний король · f8 чорна тура · e6 білий ферзь · g1 білий король | 1 |
|   | a                                                                                   | b                                                                                   | c                                                                                   | d                                                                                   | e                                                                                   | f                                                                                   | g                                                                                   | h                                                                                   |   |

|   | a | b | c | d | e | f | g | h |   |
| 8 | b8 білий ферзь · c8 чорна тура · d8 чорний король · e8 чорна тура · a7 чорний пішак · e7 чорний слон · f7 біла тура · e6 білий пішак · h6 чорний пішак · c5 чорний пішак · d4 чорний пішак · h4 чорний пішак · a2 білий пішак · b2 білий пішак · g2 білий пішак · h2 білий пішак · h1 білий король | b8 білий ферзь · c8 чорна тура · d8 чорний король · e8 чорна тура · a7 чорний пішак · e7 чорний слон · f7 біла тура · e6 білий пішак · h6 чорний пішак · c5 чорний пішак · d4 чорний пішак · h4 чорний пішак · a2 білий пішак · b2 білий пішак · g2 білий пішак · h2 білий пішак · h1 білий король | b8 білий ферзь · c8 чорна тура · d8 чорний король · e8 чорна тура · a7 чорний пішак · e7 чорний слон · f7 біла тура · e6 білий пішак · h6 чорний пішак · c5 чорний пішак · d4 чорний пішак · h4 чорний пішак · a2 білий пішак · b2 білий пішак · g2 білий пішак · h2 білий пішак · h1 білий король | b8 білий ферзь · c8 чорна тура · d8 чорний король · e8 чорна тура · a7 чорний пішак · e7 чорний слон · f7 біла тура · e6 білий пішак · h6 чорний пішак · c5 чорний пішак · d4 чорний пішак · h4 чорний пішак · a2 білий пішак · b2 білий пішак · g2 білий пішак · h2 білий пішак · h1 білий король | b8 білий ферзь · c8 чорна тура · d8 чорний король · e8 чорна тура · a7 чорний пішак · e7 чорний слон · f7 біла тура · e6 білий пішак · h6 чорний пішак · c5 чорний пішак · d4 чорний пішак · h4 чорний пішак · a2 білий пішак · b2 білий пішак · g2 білий пішак · h2 білий пішак · h1 білий король | b8 білий ферзь · c8 чорна тура · d8 чорний король · e8 чорна тура · a7 чорний пішак · e7 чорний слон · f7 біла тура · e6 білий пішак · h6 чорний пішак · c5 чорний пішак · d4 чорний пішак · h4 чорний пішак · a2 білий пішак · b2 білий пішак · g2 білий пішак · h2 білий пішак · h1 білий король | b8 білий ферзь · c8 чорна тура · d8 чорний король · e8 чорна тура · a7 чорний пішак · e7 чорний слон · f7 біла тура · e6 білий пішак · h6 чорний пішак · c5 чорний пішак · d4 чорний пішак · h4 чорний пішак · a2 білий пішак · b2 білий пішак · g2 білий пішак · h2 білий пішак · h1 білий король | b8 білий ферзь · c8 чорна тура · d8 чорний король · e8 чорна тура · a7 чорний пішак · e7 чорний слон · f7 біла тура · e6 білий пішак · h6 чорний пішак · c5 чорний пішак · d4 чорний пішак · h4 чорний пішак · a2 білий пішак · b2 білий пішак · g2 білий пішак · h2 білий пішак · h1 білий король | 8 |
| 7 | b8 білий ферзь · c8 чорна тура · d8 чорний король · e8 чорна тура · a7 чорний пішак · e7 чорний слон · f7 біла тура · e6 білий пішак · h6 чорний пішак · c5 чорний пішак · d4 чорний пішак · h4 чорний пішак · a2 білий пішак · b2 білий пішак · g2 білий пішак · h2 білий пішак · h1 білий король | b8 білий ферзь · c8 чорна тура · d8 чорний король · e8 чорна тура · a7 чорний пішак · e7 чорний слон · f7 біла тура · e6 білий пішак · h6 чорний пішак · c5 чорний пішак · d4 чорний пішак · h4 чорний пішак · a2 білий пішак · b2 білий пішак · g2 білий пішак · h2 білий пішак · h1 білий король | b8 білий ферзь · c8 чорна тура · d8 чорний король · e8 чорна тура · a7 чорний пішак · e7 чорний слон · f7 біла тура · e6 білий пішак · h6 чорний пішак · c5 чорний пішак · d4 чорний пішак · h4 чорний пішак · a2 білий пішак · b2 білий пішак · g2 білий пішак · h2 білий пішак · h1 білий король | b8 білий ферзь · c8 чорна тура · d8 чорний король · e8 чорна тура · a7 чорний пішак · e7 чорний слон · f7 біла тура · e6 білий пішак · h6 чорний пішак · c5 чорний пішак · d4 чорний пішак · h4 чорний пішак · a2 білий пішак · b2 білий пішак · g2 білий пішак · h2 білий пішак · h1 білий король | b8 білий ферзь · c8 чорна тура · d8 чорний король · e8 чорна тура · a7 чорний пішак · e7 чорний слон · f7 біла тура · e6 білий пішак · h6 чорний пішак · c5 чорний пішак · d4 чорний пішак · h4 чорний пішак · a2 білий пішак · b2 білий пішак · g2 білий пішак · h2 білий пішак · h1 білий король | b8 білий ферзь · c8 чорна тура · d8 чорний король · e8 чорна тура · a7 чорний пішак · e7 чорний слон · f7 біла тура · e6 білий пішак · h6 чорний пішак · c5 чорний пішак · d4 чорний пішак · h4 чорний пішак · a2 білий пішак · b2 білий пішак · g2 білий пішак · h2 білий пішак · h1 білий король | b8 білий ферзь · c8 чорна тура · d8 чорний король · e8 чорна тура · a7 чорний пішак · e7 чорний слон · f7 біла тура · e6 білий пішак · h6 чорний пішак · c5 чорний пішак · d4 чорний пішак · h4 чорний пішак · a2 білий пішак · b2 білий пішак · g2 білий пішак · h2 білий пішак · h1 білий король | b8 білий ферзь · c8 чорна тура · d8 чорний король · e8 чорна тура · a7 чорний пішак · e7 чорний слон · f7 біла тура · e6 білий пішак · h6 чорний пішак · c5 чорний пішак · d4 чорний пішак · h4 чорний пішак · a2 білий пішак · b2 білий пішак · g2 білий пішак · h2 білий пішак · h1 білий король | 7 |
| 6 | b8 білий ферзь · c8 чорна тура · d8 чорний король · e8 чорна тура · a7 чорний пішак · e7 чорний слон · f7 біла тура · e6 білий пішак · h6 чорний пішак · c5 чорний пішак · d4 чорний пішак · h4 чорний пішак · a2 білий пішак · b2 білий пішак · g2 білий пішак · h2 білий пішак · h1 білий король | b8 білий ферзь · c8 чорна тура · d8 чорний король · e8 чорна тура · a7 чорний пішак · e7 чорний слон · f7 біла тура · e6 білий пішак · h6 чорний пішак · c5 чорний пішак · d4 чорний пішак · h4 чорний пішак · a2 білий пішак · b2 білий пішак · g2 білий пішак · h2 білий пішак · h1 білий король | b8 білий ферзь · c8 чорна тура · d8 чорний король · e8 чорна тура · a7 чорний пішак · e7 чорний слон · f7 біла тура · e6 білий пішак · h6 чорний пішак · c5 чорний пішак · d4 чорний пішак · h4 чорний пішак · a2 білий пішак · b2 білий пішак · g2 білий пішак · h2 білий пішак · h1 білий король | b8 білий ферзь · c8 чорна тура · d8 чорний король · e8 чорна тура · a7 чорний пішак · e7 чорний слон · f7 біла тура · e6 білий пішак · h6 чорний пішак · c5 чорний пішак · d4 чорний пішак · h4 чорний пішак · a2 білий пішак · b2 білий пішак · g2 білий пішак · h2 білий пішак · h1 білий король | b8 білий ферзь · c8 чорна тура · d8 чорний король · e8 чорна тура · a7 чорний пішак · e7 чорний слон · f7 біла тура · e6 білий пішак · h6 чорний пішак · c5 чорний пішак · d4 чорний пішак · h4 чорний пішак · a2 білий пішак · b2 білий пішак · g2 білий пішак · h2 білий пішак · h1 білий король | b8 білий ферзь · c8 чорна тура · d8 чорний король · e8 чорна тура · a7 чорний пішак · e7 чорний слон · f7 біла тура · e6 білий пішак · h6 чорний пішак · c5 чорний пішак · d4 чорний пішак · h4 чорний пішак · a2 білий пішак · b2 білий пішак · g2 білий пішак · h2 білий пішак · h1 білий король | b8 білий ферзь · c8 чорна тура · d8 чорний король · e8 чорна тура · a7 чорний пішак · e7 чорний слон · f7 біла тура · e6 білий пішак · h6 чорний пішак · c5 чорний пішак · d4 чорний пішак · h4 чорний пішак · a2 білий пішак · b2 білий пішак · g2 білий пішак · h2 білий пішак · h1 білий король | b8 білий ферзь · c8 чорна тура · d8 чорний король · e8 чорна тура · a7 чорний пішак · e7 чорний слон · f7 біла тура · e6 білий пішак · h6 чорний пішак · c5 чорний пішак · d4 чорний пішак · h4 чорний пішак · a2 білий пішак · b2 білий пішак · g2 білий пішак · h2 білий пішак · h1 білий король | 6 |
| 5 | b8 білий ферзь · c8 чорна тура · d8 чорний король · e8 чорна тура · a7 чорний пішак · e7 чорний слон · f7 біла тура · e6 білий пішак · h6 чорний пішак · c5 чорний пішак · d4 чорний пішак · h4 чорний пішак · a2 білий пішак · b2 білий пішак · g2 білий пішак · h2 білий пішак · h1 білий король | b8 білий ферзь · c8 чорна тура · d8 чорний король · e8 чорна тура · a7 чорний пішак · e7 чорний слон · f7 біла тура · e6 білий пішак · h6 чорний пішак · c5 чорний пішак · d4 чорний пішак · h4 чорний пішак · a2 білий пішак · b2 білий пішак · g2 білий пішак · h2 білий пішак · h1 білий король | b8 білий ферзь · c8 чорна тура · d8 чорний король · e8 чорна тура · a7 чорний пішак · e7 чорний слон · f7 біла тура · e6 білий пішак · h6 чорний пішак · c5 чорний пішак · d4 чорний пішак · h4 чорний пішак · a2 білий пішак · b2 білий пішак · g2 білий пішак · h2 білий пішак · h1 білий король | b8 білий ферзь · c8 чорна тура · d8 чорний король · e8 чорна тура · a7 чорний пішак · e7 чорний слон · f7 біла тура · e6 білий пішак · h6 чорний пішак · c5 чорний пішак · d4 чорний пішак · h4 чорний пішак · a2 білий пішак · b2 білий пішак · g2 білий пішак · h2 білий пішак · h1 білий король | b8 білий ферзь · c8 чорна тура · d8 чорний король · e8 чорна тура · a7 чорний пішак · e7 чорний слон · f7 біла тура · e6 білий пішак · h6 чорний пішак · c5 чорний пішак · d4 чорний пішак · h4 чорний пішак · a2 білий пішак · b2 білий пішак · g2 білий пішак · h2 білий пішак · h1 білий король | b8 білий ферзь · c8 чорна тура · d8 чорний король · e8 чорна тура · a7 чорний пішак · e7 чорний слон · f7 біла тура · e6 білий пішак · h6 чорний пішак · c5 чорний пішак · d4 чорний пішак · h4 чорний пішак · a2 білий пішак · b2 білий пішак · g2 білий пішак · h2 білий пішак · h1 білий король | b8 білий ферзь · c8 чорна тура · d8 чорний король · e8 чорна тура · a7 чорний пішак · e7 чорний слон · f7 біла тура · e6 білий пішак · h6 чорний пішак · c5 чорний пішак · d4 чорний пішак · h4 чорний пішак · a2 білий пішак · b2 білий пішак · g2 білий пішак · h2 білий пішак · h1 білий король | b8 білий ферзь · c8 чорна тура · d8 чорний король · e8 чорна тура · a7 чорний пішак · e7 чорний слон · f7 біла тура · e6 білий пішак · h6 чорний пішак · c5 чорний пішак · d4 чорний пішак · h4 чорний пішак · a2 білий пішак · b2 білий пішак · g2 білий пішак · h2 білий пішак · h1 білий король | 5 |
| 4 | b8 білий ферзь · c8 чорна тура · d8 чорний король · e8 чорна тура · a7 чорний пішак · e7 чорний слон · f7 біла тура · e6 білий пішак · h6 чорний пішак · c5 чорний пішак · d4 чорний пішак · h4 чорний пішак · a2 білий пішак · b2 білий пішак · g2 білий пішак · h2 білий пішак · h1 білий король | b8 білий ферзь · c8 чорна тура · d8 чорний король · e8 чорна тура · a7 чорний пішак · e7 чорний слон · f7 біла тура · e6 білий пішак · h6 чорний пішак · c5 чорний пішак · d4 чорний пішак · h4 чорний пішак · a2 білий пішак · b2 білий пішак · g2 білий пішак · h2 білий пішак · h1 білий король | b8 білий ферзь · c8 чорна тура · d8 чорний король · e8 чорна тура · a7 чорний пішак · e7 чорний слон · f7 біла тура · e6 білий пішак · h6 чорний пішак · c5 чорний пішак · d4 чорний пішак · h4 чорний пішак · a2 білий пішак · b2 білий пішак · g2 білий пішак · h2 білий пішак · h1 білий король | b8 білий ферзь · c8 чорна тура · d8 чорний король · e8 чорна тура · a7 чорний пішак · e7 чорний слон · f7 біла тура · e6 білий пішак · h6 чорний пішак · c5 чорний пішак · d4 чорний пішак · h4 чорний пішак · a2 білий пішак · b2 білий пішак · g2 білий пішак · h2 білий пішак · h1 білий король | b8 білий ферзь · c8 чорна тура · d8 чорний король · e8 чорна тура · a7 чорний пішак · e7 чорний слон · f7 біла тура · e6 білий пішак · h6 чорний пішак · c5 чорний пішак · d4 чорний пішак · h4 чорний пішак · a2 білий пішак · b2 білий пішак · g2 білий пішак · h2 білий пішак · h1 білий король | b8 білий ферзь · c8 чорна тура · d8 чорний король · e8 чорна тура · a7 чорний пішак · e7 чорний слон · f7 біла тура · e6 білий пішак · h6 чорний пішак · c5 чорний пішак · d4 чорний пішак · h4 чорний пішак · a2 білий пішак · b2 білий пішак · g2 білий пішак · h2 білий пішак · h1 білий король | b8 білий ферзь · c8 чорна тура · d8 чорний король · e8 чорна тура · a7 чорний пішак · e7 чорний слон · f7 біла тура · e6 білий пішак · h6 чорний пішак · c5 чорний пішак · d4 чорний пішак · h4 чорний пішак · a2 білий пішак · b2 білий пішак · g2 білий пішак · h2 білий пішак · h1 білий король | b8 білий ферзь · c8 чорна тура · d8 чорний король · e8 чорна тура · a7 чорний пішак · e7 чорний слон · f7 біла тура · e6 білий пішак · h6 чорний пішак · c5 чорний пішак · d4 чорний пішак · h4 чорний пішак · a2 білий пішак · b2 білий пішак · g2 білий пішак · h2 білий пішак · h1 білий король | 4 |
| 3 | b8 білий ферзь · c8 чорна тура · d8 чорний король · e8 чорна тура · a7 чорний пішак · e7 чорний слон · f7 біла тура · e6 білий пішак · h6 чорний пішак · c5 чорний пішак · d4 чорний пішак · h4 чорний пішак · a2 білий пішак · b2 білий пішак · g2 білий пішак · h2 білий пішак · h1 білий король | b8 білий ферзь · c8 чорна тура · d8 чорний король · e8 чорна тура · a7 чорний пішак · e7 чорний слон · f7 біла тура · e6 білий пішак · h6 чорний пішак · c5 чорний пішак · d4 чорний пішак · h4 чорний пішак · a2 білий пішак · b2 білий пішак · g2 білий пішак · h2 білий пішак · h1 білий король | b8 білий ферзь · c8 чорна тура · d8 чорний король · e8 чорна тура · a7 чорний пішак · e7 чорний слон · f7 біла тура · e6 білий пішак · h6 чорний пішак · c5 чорний пішак · d4 чорний пішак · h4 чорний пішак · a2 білий пішак · b2 білий пішак · g2 білий пішак · h2 білий пішак · h1 білий король | b8 білий ферзь · c8 чорна тура · d8 чорний король · e8 чорна тура · a7 чорний пішак · e7 чорний слон · f7 біла тура · e6 білий пішак · h6 чорний пішак · c5 чорний пішак · d4 чорний пішак · h4 чорний пішак · a2 білий пішак · b2 білий пішак · g2 білий пішак · h2 білий пішак · h1 білий король | b8 білий ферзь · c8 чорна тура · d8 чорний король · e8 чорна тура · a7 чорний пішак · e7 чорний слон · f7 біла тура · e6 білий пішак · h6 чорний пішак · c5 чорний пішак · d4 чорний пішак · h4 чорний пішак · a2 білий пішак · b2 білий пішак · g2 білий пішак · h2 білий пішак · h1 білий король | b8 білий ферзь · c8 чорна тура · d8 чорний король · e8 чорна тура · a7 чорний пішак · e7 чорний слон · f7 біла тура · e6 білий пішак · h6 чорний пішак · c5 чорний пішак · d4 чорний пішак · h4 чорний пішак · a2 білий пішак · b2 білий пішак · g2 білий пішак · h2 білий пішак · h1 білий король | b8 білий ферзь · c8 чорна тура · d8 чорний король · e8 чорна тура · a7 чорний пішак · e7 чорний слон · f7 біла тура · e6 білий пішак · h6 чорний пішак · c5 чорний пішак · d4 чорний пішак · h4 чорний пішак · a2 білий пішак · b2 білий пішак · g2 білий пішак · h2 білий пішак · h1 білий король | b8 білий ферзь · c8 чорна тура · d8 чорний король · e8 чорна тура · a7 чорний пішак · e7 чорний слон · f7 біла тура · e6 білий пішак · h6 чорний пішак · c5 чорний пішак · d4 чорний пішак · h4 чорний пішак · a2 білий пішак · b2 білий пішак · g2 білий пішак · h2 білий пішак · h1 білий король | 3 |
| 2 | b8 білий ферзь · c8 чорна тура · d8 чорний король · e8 чорна тура · a7 чорний пішак · e7 чорний слон · f7 біла тура · e6 білий пішак · h6 чорний пішак · c5 чорний пішак · d4 чорний пішак · h4 чорний пішак · a2 білий пішак · b2 білий пішак · g2 білий пішак · h2 білий пішак · h1 білий король | b8 білий ферзь · c8 чорна тура · d8 чорний король · e8 чорна тура · a7 чорний пішак · e7 чорний слон · f7 біла тура · e6 білий пішак · h6 чорний пішак · c5 чорний пішак · d4 чорний пішак · h4 чорний пішак · a2 білий пішак · b2 білий пішак · g2 білий пішак · h2 білий пішак · h1 білий король | b8 білий ферзь · c8 чорна тура · d8 чорний король · e8 чорна тура · a7 чорний пішак · e7 чорний слон · f7 біла тура · e6 білий пішак · h6 чорний пішак · c5 чорний пішак · d4 чорний пішак · h4 чорний пішак · a2 білий пішак · b2 білий пішак · g2 білий пішак · h2 білий пішак · h1 білий король | b8 білий ферзь · c8 чорна тура · d8 чорний король · e8 чорна тура · a7 чорний пішак · e7 чорний слон · f7 біла тура · e6 білий пішак · h6 чорний пішак · c5 чорний пішак · d4 чорний пішак · h4 чорний пішак · a2 білий пішак · b2 білий пішак · g2 білий пішак · h2 білий пішак · h1 білий король | b8 білий ферзь · c8 чорна тура · d8 чорний король · e8 чорна тура · a7 чорний пішак · e7 чорний слон · f7 біла тура · e6 білий пішак · h6 чорний пішак · c5 чорний пішак · d4 чорний пішак · h4 чорний пішак · a2 білий пішак · b2 білий пішак · g2 білий пішак · h2 білий пішак · h1 білий король | b8 білий ферзь · c8 чорна тура · d8 чорний король · e8 чорна тура · a7 чорний пішак · e7 чорний слон · f7 біла тура · e6 білий пішак · h6 чорний пішак · c5 чорний пішак · d4 чорний пішак · h4 чорний пішак · a2 білий пішак · b2 білий пішак · g2 білий пішак · h2 білий пішак · h1 білий король | b8 білий ферзь · c8 чорна тура · d8 чорний король · e8 чорна тура · a7 чорний пішак · e7 чорний слон · f7 біла тура · e6 білий пішак · h6 чорний пішак · c5 чорний пішак · d4 чорний пішак · h4 чорний пішак · a2 білий пішак · b2 білий пішак · g2 білий пішак · h2 білий пішак · h1 білий король | b8 білий ферзь · c8 чорна тура · d8 чорний король · e8 чорна тура · a7 чорний пішак · e7 чорний слон · f7 біла тура · e6 білий пішак · h6 чорний пішак · c5 чорний пішак · d4 чорний пішак · h4 чорний пішак · a2 білий пішак · b2 білий пішак · g2 білий пішак · h2 білий пішак · h1 білий король | 2 |
| 1 | b8 білий ферзь · c8 чорна тура · d8 чорний король · e8 чорна тура · a7 чорний пішак · e7 чорний слон · f7 біла тура · e6 білий пішак · h6 чорний пішак · c5 чорний пішак · d4 чорний пішак · h4 чорний пішак · a2 білий пішак · b2 білий пішак · g2 білий пішак · h2 білий пішак · h1 білий король | b8 білий ферзь · c8 чорна тура · d8 чорний король · e8 чорна тура · a7 чорний пішак · e7 чорний слон · f7 біла тура · e6 білий пішак · h6 чорний пішак · c5 чорний пішак · d4 чорний пішак · h4 чорний пішак · a2 білий пішак · b2 білий пішак · g2 білий пішак · h2 білий пішак · h1 білий король | b8 білий ферзь · c8 чорна тура · d8 чорний король · e8 чорна тура · a7 чорний пішак · e7 чорний слон · f7 біла тура · e6 білий пішак · h6 чорний пішак · c5 чорний пішак · d4 чорний пішак · h4 чорний пішак · a2 білий пішак · b2 білий пішак · g2 білий пішак · h2 білий пішак · h1 білий король | b8 білий ферзь · c8 чорна тура · d8 чорний король · e8 чорна тура · a7 чорний пішак · e7 чорний слон · f7 біла тура · e6 білий пішак · h6 чорний пішак · c5 чорний пішак · d4 чорний пішак · h4 чорний пішак · a2 білий пішак · b2 білий пішак · g2 білий пішак · h2 білий пішак · h1 білий король | b8 білий ферзь · c8 чорна тура · d8 чорний король · e8 чорна тура · a7 чорний пішак · e7 чорний слон · f7 біла тура · e6 білий пішак · h6 чорний пішак · c5 чорний пішак · d4 чорний пішак · h4 чорний пішак · a2 білий пішак · b2 білий пішак · g2 білий пішак · h2 білий пішак · h1 білий король | b8 білий ферзь · c8 чорна тура · d8 чорний король · e8 чорна тура · a7 чорний пішак · e7 чорний слон · f7 біла тура · e6 білий пішак · h6 чорний пішак · c5 чорний пішак · d4 чорний пішак · h4 чорний пішак · a2 білий пішак · b2 білий пішак · g2 білий пішак · h2 білий пішак · h1 білий король | b8 білий ферзь · c8 чорна тура · d8 чорний король · e8 чорна тура · a7 чорний пішак · e7 чорний слон · f7 біла тура · e6 білий пішак · h6 чорний пішак · c5 чорний пішак · d4 чорний пішак · h4 чорний пішак · a2 білий пішак · b2 білий пішак · g2 білий пішак · h2 білий пішак · h1 білий король | b8 білий ферзь · c8 чорна тура · d8 чорний король · e8 чорна тура · a7 чорний пішак · e7 чорний слон · f7 біла тура · e6 білий пішак · h6 чорний пішак · c5 чорний пішак · d4 чорний пішак · h4 чорний пішак · a2 білий пішак · b2 білий пішак · g2 білий пішак · h2 білий пішак · h1 білий король | 1 |
|   | a | b | c | d | e | f | g | h |   |

Еполетний мат — мат, при якому тури, перебуваючи на краю дошки з двох сторін від свого короля, перекривають йому відступ (утворюють його «еполети»). Схожі мати з двома іншими своїми фігурами замість тур теж інколи називають еполетними.